# Klaus Gabrysch
Klaus Gabrysch (* 11. November 1944 in Bobrek, Oberschlesien) ist ein deutscher Sportmoderator.

## Leben
Gabrysch besuchte ab 1971 die Journalistenschule in München. Später arbeitete der beim BR angestellte Gabrysch für die ARD im Motorsportbereich und kommentierte die diversen Veranstaltungen. Nach dem schweren Unfall Reinhold Roths 1990 richtete Gabrysch jährlich eine Benefiz-Veranstaltung für diesen aus. Bekannt ist Gabrysch auch für die von ihm erstellten Motorsportfilme mit Superzeitlupenstudien.